# José Guterres Silva
Jose Guterres Silva (sinh ngày 24 tháng 4 năm 1998), là một cầu thủ bóng đá hiện tại thi đấu cho Đội tuyển bóng đá quốc gia Đông Timor.

## Sự nghiệp quốc tế
Guterres Silva có màn ra mắt quốc tế trong thất bại 8-0 trước Đội tuyển bóng đá quốc gia Các Tiểu vương quốc Ả Rập Thống nhất ở Vòng loại giải vô địch bóng đá thế giới 2018 vào ngày 12 tháng 11 năm 2015.